# نزلة خلف
قرية نزلة خلف هي إحدى القرى التابعة لمركز أهناسيا في محافظة بني سويف في جمهورية مصر العربية. حسب إحصاءات سنة 2006، بلغ إجمالي السكان في نزلة خلف 4355 نسمة، منهم 2174 رجل و2181 امرأة.